# Ressonància magnètica

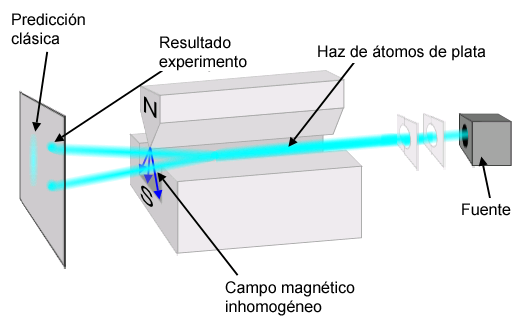
Elements bàsics de l'experiment de Stern i Gerlach

La ressonància magnètica és un procés mitjançant el qual s'estableix una excitació física (ressonància) a través del magnetisme.
Aquest procés es va utilitzar per desenvolupar la tecnologia d'imatges per ressonància magnètica (MRI) i espectroscòpia de ressonància magnètica nuclear (NMRS). També s'està utilitzant per a desenvolupar ordinadors quàntics de ressonància magnètica nuclear

## Història
La primera observació de la ressonància de l'espí electrònic va ser feta el 1944 per YK Zavosky, un físic soviètic que llavors ensenyava a la Universitat Estatal de Kazan (ara Universitat Federal de Kazan). La ressonància magnètica nuclear va ser observada per primera vegada el 1946 als EE. UU. per un equip dirigit per Felix Bloch, al mateix temps que un equip separat dirigit per Edward Mills Purcell, els qui més tard serien els premis Nobel de Física de 1952.

## Mètodes ressonants i no ressonants.

Experiment de Stern yiGerlach, onles partícules tenen valors quantitzats d'espín.

Una manera natural de mesurar la separació entre dos nivells d'energia és trobar una quantitat mesurable definida per aquesta separació i mesurar-la. Tot i això, la precisió d'aquest mètode està limitada per la precisió del mesurament i, per tant, pot ser deficient.
Alternativament, podem muntar un experiment on el comportament del sistema depengui del nivell d'energia. Si apliquem un camp extern de freqüència controlada, podem mesurar la separació de nivells observant en quina freqüència passa un canvi qualitatiu: això significaria que a aquesta freqüència, la transició entre dos estats té una alta probabilitat. Un exemple de tal experiment és una variació de l'experiment de Stern-Gerlach, en què el moment magnètic es mesura trobant la freqüència de ressonància per a la transició entre dos estats d'espín.